# Almondell és Calderwood Tájpark
Az Almondell és Calderwood Tájpark a skóciai Almond-folyó völgyében található tájpark, Edinburgh-tól nyugatra, közvetlenül Livingston, Mid Calder és East Calder települései mellett helyezkedik el.

## Kialakulása
A tájpark 1971-ben jött létre, nem sokkal az 1968-as törvény után, amely lehetővé tette olyan területek kijelölését a helyi önkormányzatok számára, amelyek a városi népesség számára kikapcsolódási lehetőséget biztosítanak. A mintegy 90 hektáron elterülő rész West Lothian megye és a Skót Nemzeti Örökség (Scottish National Heritage) felügyelete alá tartozik. A tájpark a történelmi Almondell és Calderwood birtokok területén jött létre, előbbi elsősorban épületeiről és hídjairól, utóbbi pedig élővilágáról híres, ezzel adva a tájparknak kettős jelleget, bemutatva a természetet és az emberi beavatkozást is.

## Az Almondell birtok
Almondell tulajdonosai egy skót nemesi család, Buchan earljei voltak. Közéjük tartozott Henry Erskine (1746–1817), aki az 1790-es években elkezdte építeni az Almondell-házat, amely egy olasz stílusú villa volt. Ez a család birtokában maradt egészen a 20. század közepéig, ezután azonban bérbe adták, majd kiürült, és 1969-ben végül lebontották. Az 1981-ben épült látogatóközpont az Almondell-ház istállójában jött létre.

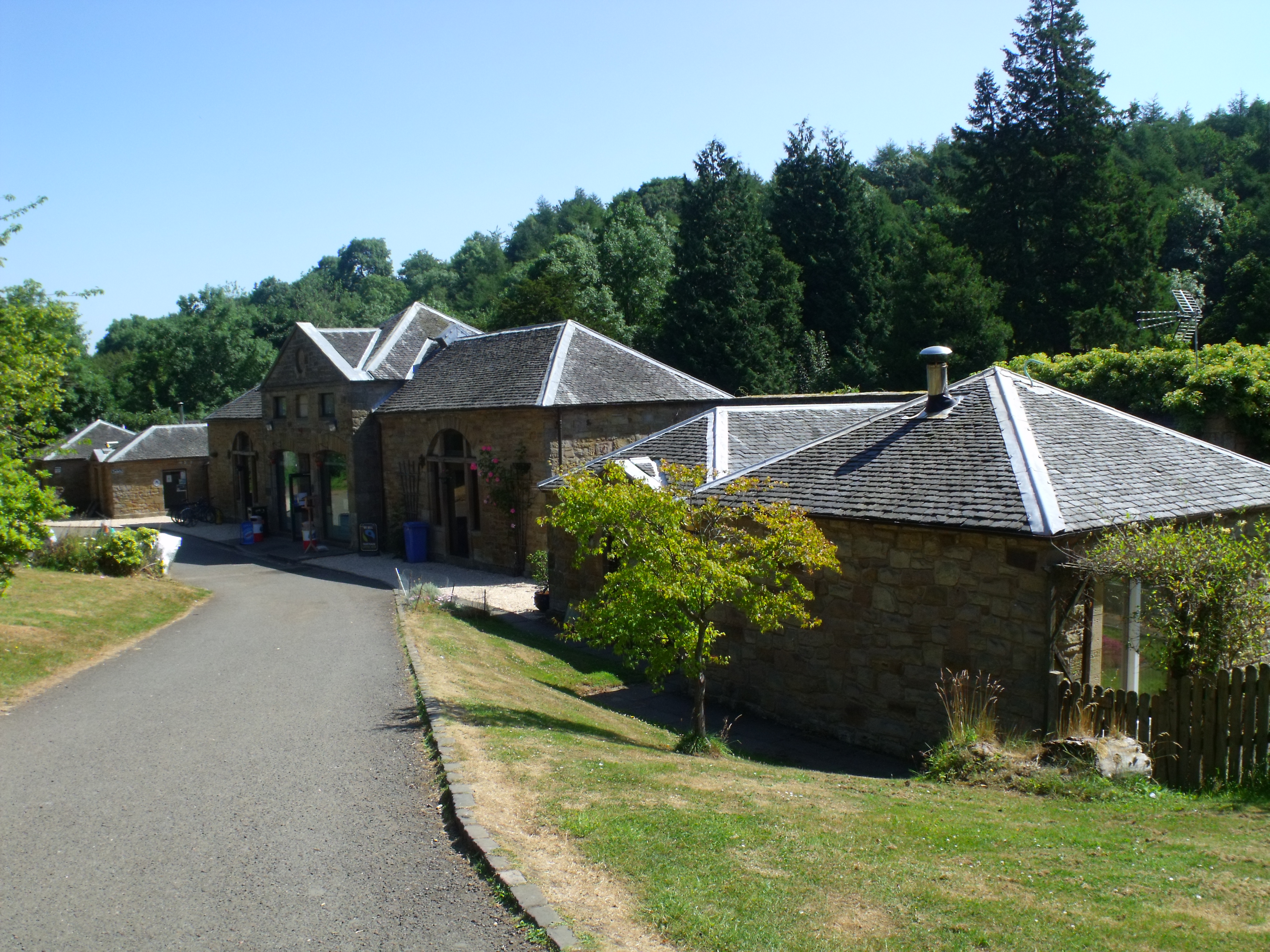
A tájpark látogatóközpontja

Szintén Henry Erskine javaslatára kezdték el építeni a tájpark területén található legrégebbi hidat 1810 körül, amelynek tervezője Alexander Nasmyth volt, az ő tiszteletére nevezik ma Nasmyth-hídnak. Ennek egy része 1973-ban összeomlott, de az 1990-es évek végén felújították, és ezzel az első projektek között volt, amelyet az Örökség Lottóalap (Heritage Lottery Fund) támogatott, amely a brit lottóbevételekből származó hasznot támogatás formájában osztja szét.
A tájpark ezen a felén található még több híd az Almond-folyó felett. Az egyik a Union-csatorna mellékfolyójának vizét szállítja egy öntöttvas vályúban, illetve található egy 1971-ben épített függőhíd is, amelyet Mandela-hídnak neveztek el. A leglátványosabb azonban kétségkívül a 23 méter magas Camps viadukt, amely a helyi olajipar miatt jött létre egy egyvágányos vasútvonal számára 1885-ben. A vasút Camps bányászati központját kötötte össze Uphall vasútállomással, ahol az Edinburgh és Glasgow közötti fő vasútvonal átfut. 1956-ban a vasutat ugyan bezárták, de a híd továbbra is elérhető a gyalogosok és biciklisek számára.

## A Naprendszer modell

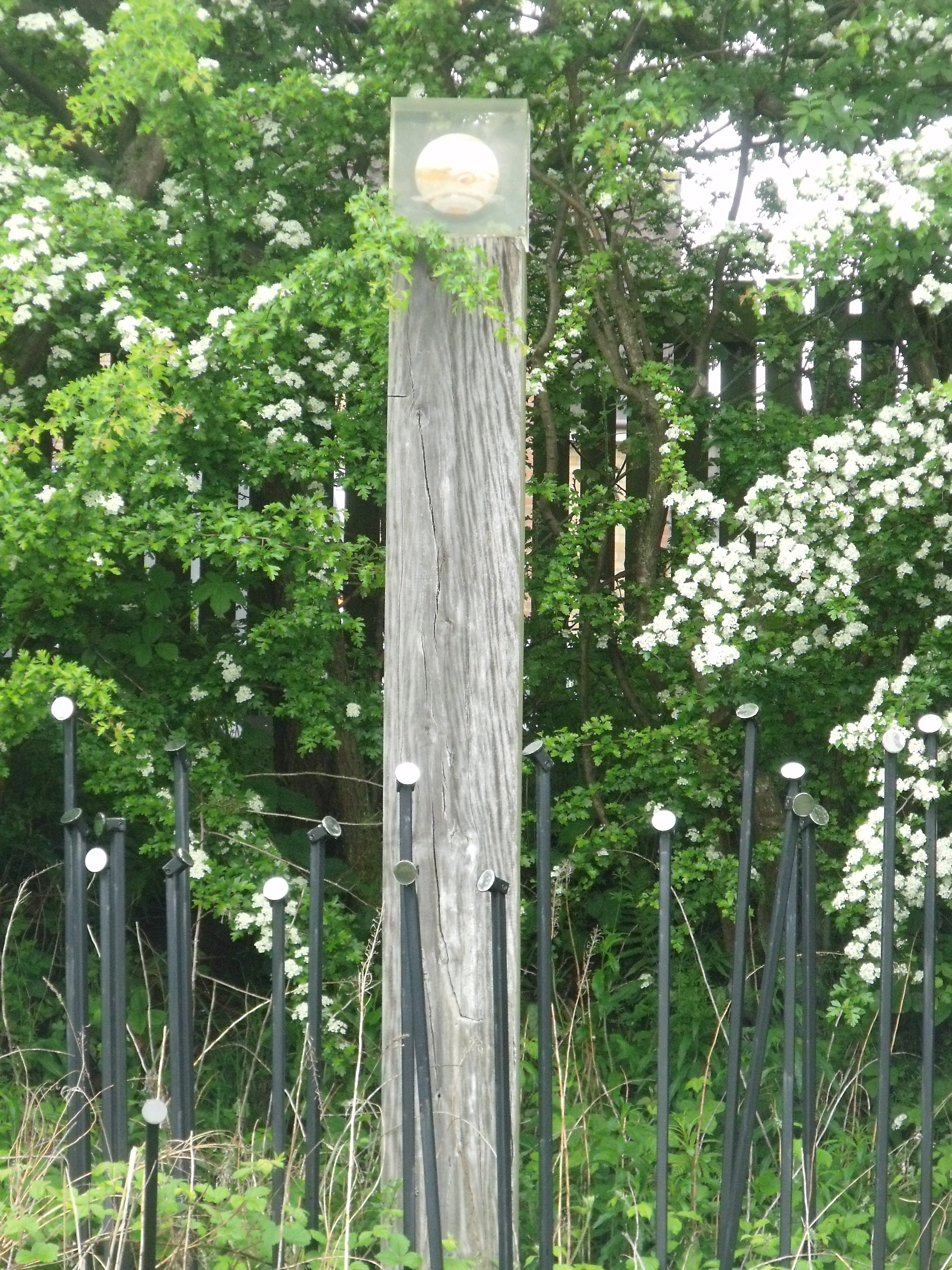
A Jupitert és holdjait jelképező szobor a Union-csatorna mentén található.

Henry bátyja, David Erskine járatos volt a matematikában és a csillagászatban, ezért számításokat végzett a Naprendszer méretarányos, kicsinyített modelljének megépítésére 1776-ban. Az eredeti modellből csak egy kőoszlop van meg, amely a mai látogatóközpont előtt található. A projekt (Kirkhill Pillar Project) keretében Erskine elképzelésének megvalósításaként megépítették a Naprendszer bolygóit jelképező szimbólumokat, és elhelyezték őket Broxburn környékén. A modell középpontjában a Nap áll, amelyet a Broxburn Akadémia tetejére helyeztek. A legközelebbi bolygó a Merkúr, amely a modell méretarányai alapján csupán néhány méterre található a Naptól, a legmesszebbre fekvő pedig a Plútó, amelynek emlékműve a Beecraigs Tájpark területén található, mintegy 7,5 kilométerre a Naptól. A szobor hitelt ad az új felfedezéseknek, amelyeknek fényében a Plútó bolygó státuszát kétségbe vonták, és 2006 óta egy külön kategóriába sorolták.

## Calderwood élővilága

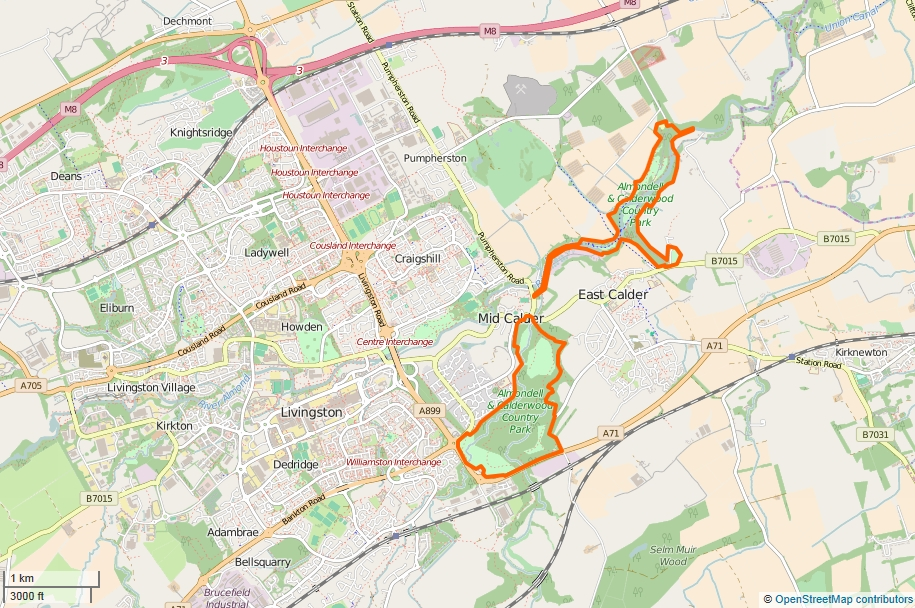
Az Almondell és Calderwood Tájpark térképe

A tájpark déli része 1988 óta egyben SSSI besorolás alatt álló természetvédelmi terület is, West Lothian megye egyik legnagyobb erdős vidéke. A terület a Murieston-folyó (Murieston Water) és a Linhouse-folyó (Linhouse Water) közötti sávban fekszik, a két folyam a terület északi részén, Mid Calder településétől délre találkozik. A völgyekben lévő erdők leggyakoribb fái a kőris és a szilfa, de előfordul tölgy, mogyorófa, vörösberkenye és vadcseresznye is, illetve a völgyek közötti területen a nyírfa dominál. Emellett a folyók közelében vizes élőhelyek is kialakultak mocsaras területekkel, ahol megtalálható a réti legyezőfű (Filipendula ulmaria), az orvosi macskagyökér (Valeriana officialis) és a zöld pántlikafű (Phalaris arundinacea) is.
Calderwood keleti oldalán található Oakbank, amely a korábbi bányászat miatt kopár kinézetű volt. A terület lecsupaszított kinézetének javításán a tájpark 1990 óta dolgozik, amelynek keretében ösvényeket építettek ki a parkosított részen. A Pentland-hegységre jó kilátás nyílik a terület emelkedett jellege miatt.